# Культовые сооружения Алексина

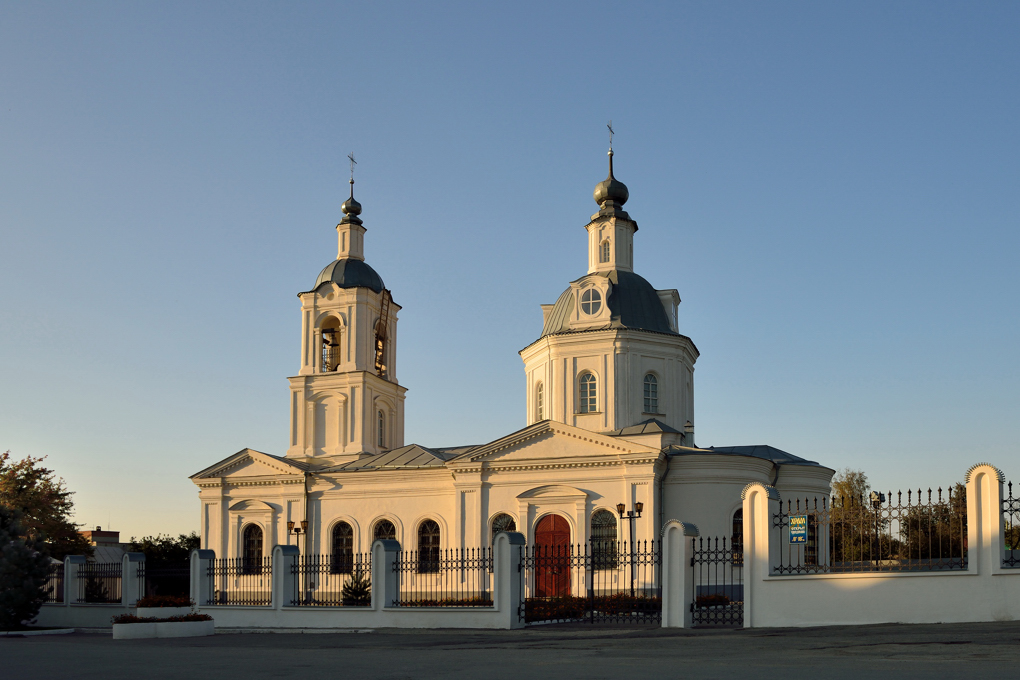
Церковь Николая Чудотворца

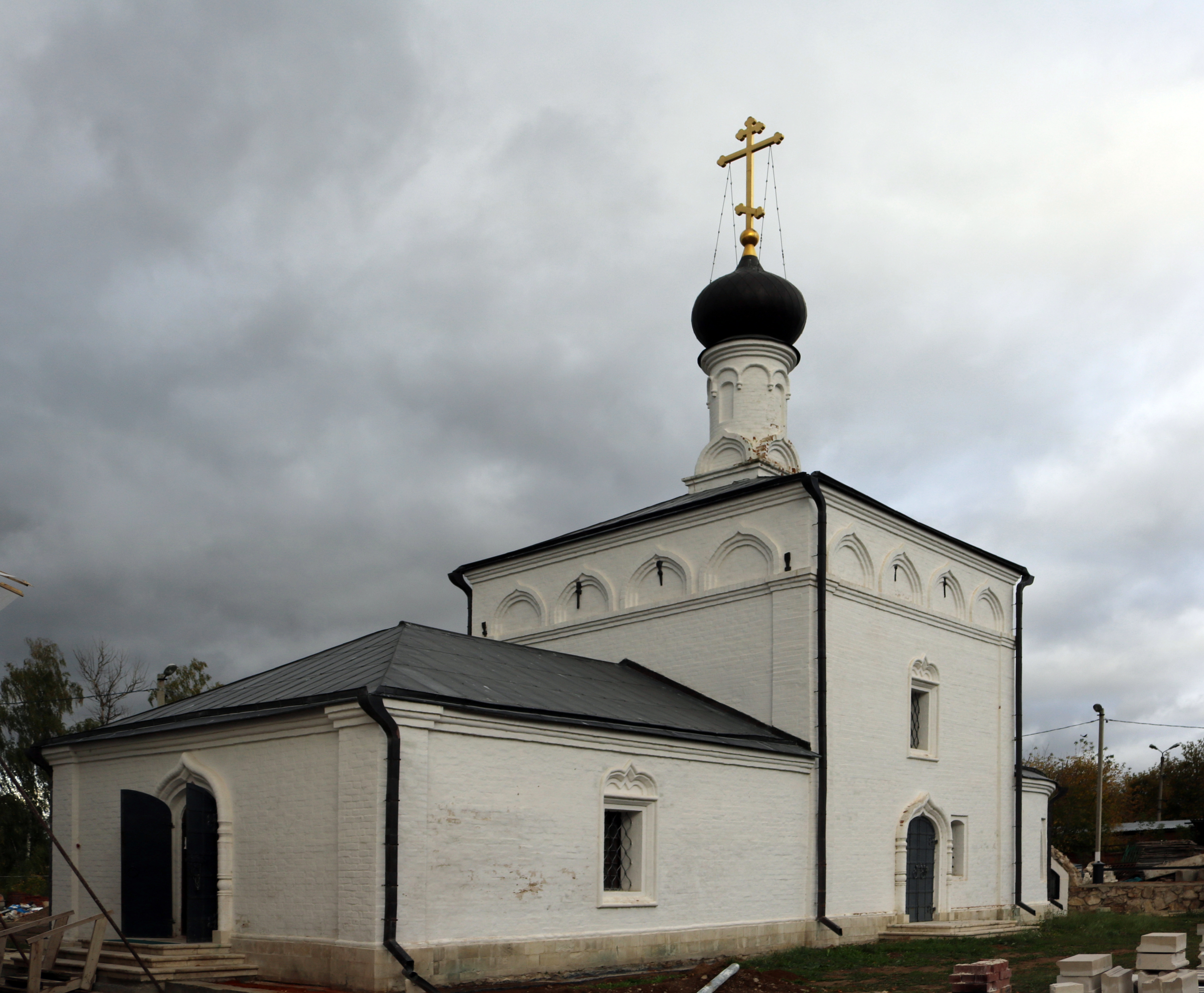
Собор Успения Пресвятой Богородицы (старый)

Список религиозных сооружений города Алексина:

## Действующие

### Православные храмы
1. Церковь Николая Чудотворца (ул. Советская, 43) (1787—1789)
2. Церковь Воздвижения Креста Господня (ул. Арматурная, 20) (2002)
3. Церковь Николая и Александры, царственных страстотерпцев (ул. Дружбы, 7) (2007)
4. Церковь Алексия царевича (мкр. Бор, ОК «Факел») (2008)
5. Церковь Покрова Пресвятой Богородицы (ул. Пионерская, 15) (2013)
6. Свято-Успенский храмовый комплекс (Базарная площадь, д.3) (1688—1806)

1. Собор Успения Пресвятой Богородицы (новый) (1806—1813)
2. Собор Успения Пресвятой Богородицы (старый)  (1688)

#### Часовни
1. Часовня Алексия царевича (рядом с храмом Алексия Царевича) (2015)
2. Часовня Илии Пророка (улица Лермонтова) (2015—2017)

## Утраченные
1. Церковь Иоанна Предтечи (на ул. Советская рядом с городским рынком) (1768)
2. Церковь Троицы Живоначальной (Троицкое кладбище) (1800—1805)